# Nozod
Nozod (eng. nosode, od grčkog nosos, bolest) su biološki preparati koji se koriste u homeopatskoj medicini za prevenciju bolesti. Nozode propisuju homeopatski lekari, praktičari i veterinari širom sveta za lečenje akutnih i hroničnih bolesti u humanoj i veterinarskoj medicini Lekovi napravljeni od navodnih uzročnika ili produkata bolesti obično se propisuju pacijentu koji boluje od te iste bolest, ali se koriste i za lečenje drugih stanja kada je bolest savladana u ranijem životu i za smanjenje naslednih problema. Ova škola homeopatije je poznata kao izopatija.
Prema istraživanjima oko 95 % homeopata smatralo je da su nozodi važni u njihovoj kliničkoj praksi,
Nozodi se proizvode i propisuju samo u većim potencijama (razblaženijima), i uz stav homeopata da je navodno bezbednosti ovih proizvoda regulisana jasnim i tačno propisanim proizvodnim procesima, koji osiguravaju njihovu bezbednost.

## Istorija
Koncept nozoda kao terapije razvio je dr Samjuel Haneman (1755—1843), otac homeopatije. Klinička istorija nozoda počela je govorom o njima koji je 1927. održao na Međunarodnom kongresu homeopata u Londonu dr Edvard Bah. U svom radu, dr Edvard Bah i dr Džon Paterson su pretpostavili da je psorijaza rezultat dubokih crevnih poremećaja. Posmatrali su crevnu floru kod raznih bolesti, radili analize nekoliko stotina uzoraka stolice, uz posmatranje kliničkih simptoma pacijenata. Ekstrahovane bakterije su potencirane i korišćene u terapeutske svrhe u početku kod pacijenata od kojih su izolovane. Zatim, zbog poteškoća u izolovanju bakterija, a takođe i zbog toga što su uočeni simptomi mogli da se sistematizuju u nekoliko grupa i da su im izolovane bakterije dodeljene, počeli su da koriste nozode na osnovu posmatranja kliničkih simptoma, rukovodeći se prepoznavanjem odjeka karakteristični za dati sindrom. Vrhunac ovog istraživanja bilo je uvođenje Bach-Patersonovih nozoda u lečenje agenasima nazvanih po konkretnim otkrićima.
Homeopati danas nazivaju nozod — preparat dobijajen iz tkiva, sekreta ili eskreta (izlučevine) obolelog, npr fecesa, pljuvačke, mokraće, gnoja, krvi ili mrtvih tkiva (odnosno, tkiva mrtvih osoba).
U vreme pandemije kovida 19 sve snažniji antivakcinalni pokret u Kanadi i drugim zemljama sveta sve više govori o neproverenoj homeopatskoj terapiji kao, „nozodizmu” (eng. nosode, od grčkog nosos, bolest), koju smatraju alternativom rutinskim na naučnoj osnovi proizvedenim vakcinama.

## Karakteristike
Nozodizam je specifična kategorija homeopatskog lečenja izvedena iz elementa bolesti ili iz obolelog tkiva, definisanog kao „homeopatski pripremljeni lek napravljen od proizvoda zarazne bolesti, bilo direktno od bakterije ili virusa, ili manje direktno iz tkiva za koje se tvrdi da ga sadrži”.
Priprema nozoda uključuje niz serijskih razblaženja biološkog materijala, obično prema faktorima od 100, koji se zatim primenjuje za prevenciju ili lečenje zdravstvenog poremećaja. Nozodi koji su se prvo široko koristio u veterinarskoj homeopatskoj medicini, sada se sve više koriste u terapiji kod ljudi.
Konceptualni model za to kako nozod sprečava zaraznu bolest se veoma razlikuje od trenutnih medicinskih modela o tome kako se imunitet razvija i kako ljudski imuni sistem reaguje na infektivne izazove. Malo je istraživanja u naučnoj literaturi koja bi podržala efikasnost nozoda.
Studija izvedena 1997. godine na mišjem modelu izloženom potencijalno smrtonosnoj dozi Francisella tularensis pokazala je skraćeno vreme do smrti u grupi lečenoj nozodom i skromno smanjenje mortaliteta u poređenju sa kontrolama.
Oportunistička kohortna studija velikih razmera koja koristi nozodalni preparat u kontekstu potencijalne epidemije leptospiroze na Kubi izgleda da je povezana sa smanjenim stopama infekcije, međutim u njoj je utvrđeno više zbunjujućih faktora i studija bi treblo da se ponovi.
Studije na životinjama koje su procenjivale potencijalnu efikasnost nozoda u kontekstu infekcije Plasmodium berghei takođe se čini da pokazuje duže vreme preživljavanja u mišjem modelu.
Cochrane pregled preparata ptičjih nozoda za influencu zaključio je da postoje dokazi niskog kvaliteta koji podržavaju njegovu efikasnost.

## Literatura
- Allen HC: Materia Medica of Nosode. New Delhi, B. Jain, 1988, p. 139.
- Varma PN: Homeopathic Materia Medica of New Drugs. New Delhi, B. Jain, 2010, p. 20.
- Shah, R. (2013). „Hepatitis C Nosode: The preparation and homeopathic pathogenetic trial”. Homeopathy. 102 (3): 207—214. PMID 23870381. doi:10.1016/j.homp.2013.02.002.
- Shah, Rajesh (2014). „Scientific method of preparing homoeopathic nosodes”. Indian J Res Homoeopathy. 8 (3): 166—174. doi:10.4103/0974-7168.141740 .
- Rajpal, Rajpal; Khurana, Anii; Singh, Vinay; Bagai, Reeta; Chaudhari, C.; Jayant, A. (2010). „Azadirachta indica- A multicentric double blind homoeopathic pathogenetic trial”. Indian J Res Homeopathy. 4 (3): 10—15. doi:10.53945/2320-7094.1752.
- Hahnemann S: Organon of Medicine, ed 6. New Delhi, B. Jain, 1979, p. 190—212.
- Central Drug Proving Cum Data Processing Cell, and Pre and Post Trial Medical Report Proforma. New Delhi, Ministry of Health. www.ccrhindia.org/index.asp (accessed 11. јун 2015).
- Central Council for Research in Homoeopathy: General Directions and Instructions for Proving of Drugs. http://ccrhindia.org/drugprovingintro.asp (accessed 11. јун 2015).

1. European Committee for Homeopathy: Homeopathic Drug Proving Guidelines. www.homeopathyeurope.org/ publications/guidelines/homeopathic-provings/ECH_ Proving_Guidelines_v1.pdf (accessed 11. јун 2015).
2. Indian Council of Medial Research: Ethical Guidelines for Biomedical Research on Human Participants. New Delhi, 2006. http://icmr.nic.in/ethical_guidelines.pdf (accessed 11. јун 2015).
3. International Conference on Harmonisation of Technical Requirements for Registration of Pharmaceuticals for Human Use: ICH Harmonised Tripartite Guideline. Good Manufacturing Practice Guide for Active Pharmaceutical Ingredients. ICH Expert Working Group, 2000. www.ich.org/fileadmin/Public_Web_Site/ICH_Products/Guidelines/Quality/Q7/Step4/Q7_Guideline.pdf (accessed 11. јун 2015).

|  | Molimo Vas, obratite pažnju na važno upozorenje u vezi sa temama iz oblasti medicine (zdravlja). |